# HD 127929
HD 127929，又名BD+60 1547，SAO 16411、HR 5437，是一颗恒星，视星等为6.27，位于銀經102.58，銀緯52.76，其B1900.0坐标为赤經14h 28m 59.8s，赤緯+60° 52.76′ 58″。